# Banque Thaler
 (août 2016).
Si vous disposez d'ouvrages ou d'articles de référence ou si vous connaissez des sites web de qualité traitant du thème abordé ici, merci de compléter l'article en donnant les références utiles à sa vérifiabilité et en les liant à la section « Notes et références ».
 (août 2016).
La Banque Thaler SA est une banque privée suisse spécialisée dans la gestion de patrimoine dont le siège se trouve à Genève.

## Histoire
La Banque Thaler trouve ses origines dans une société de gestion de patrimoine fondée en 1982 à Genève. En 1989, la société obtient le statut de banque suisse à part entière.
Elle est rachetée en 1997 par le groupe belge CERA Bank avant de fusionner un an plus tard avec la Kredietbank et de prendre le nom de KBC Bank (Suisse). La banque est rachetée en 1999 par ses dirigeants en partenariat avec un groupe d’investisseurs institutionnels et privés et devient Banque Thaler, en référence à une ancienne pièce de monnaie en argent, le thaler,,
En 2001 et 2003, les dirigeants et investisseurs privés augmentent leur participation afin de consolider l'ancrage suisse et l'indépendance de la banque.
La banque est membre de l'Association Suisse des Banquiers et est régulée par la FINMA. Son nom est cité dans les Panama papers,.
Le 4 avril 2025, Indosuez Wealth Management annonce la signature d'un accord en vue de l'acquisition de la Banque Thaler.

## Liens
- Site web de la Banque Thaler SA (français/anglais)
- Sponsor du Rally Raid Suisse-Paris
- Sponsor de Jazz sous les étoiles à Saint-Luc

## Source de la traduction
- (de) Cet article est partiellement ou en totalité issu de l’article de Wikipédia en allemand intitulé « Bank Thaler » (voir la liste des auteurs).